# Wspinaczka na szczyt nieprawdopodobieństwa
Wspinaczka na szczyt nieprawdopodobieństwa – wydana w 1996 książka popularnonaukowa autorstwa brytyjskiego biologa Richarda Dawkinsa. Tematem książki jest prawdopodobieństwo i jego miejsce w teorii ewolucji oraz demistyfikacja twierdzeń kreacjonistów.
Główną metaforą (zawartą również w tytule) jest krajobraz geograficzny utworzony wyłącznie z krzywizn o łagodnym nachyleniu, które odzwierciedlają stopniowość procesów ewolucji. Książka zawiera wiele opisów stopniowego tworzenia się skomplikowanych, złożonych mechanizmów.
Książka jest rozwinięciem wykładów bożonarodzeniowych w Royal Institution z 1991. Jest dedykowana Robertowi Winstonowi "dobremu doktorowi, dobremu człowiekowi". Autorem ilustracji jest żona autora, Lalla Ward.
Wydanie polskie w tłumaczeniu Małgorzaty Pawlickiej-Yamazaki zostało opublikowane przez wydawnictwo Prószyński i S-ka w 1998, w serii "Na ścieżkach nauki" (ISBN 978-83-7469-632-6).